# Statistical Probabilities
Statistical Probabilities és el novè episodi de la sisena temporada de la sèrie de televisió de ciència-ficció estatunidenca Star Trek: Deep Space Nine, el 133è de tota la sèrie. Originalment es van emetre en redifusió a partir del 24 de novembre de 1997. El guió fou escrit per René Echevarria i fou dirigit per Anson Williams. 
Ambientada al segle XXIV, la sèrie segueix les aventures a Espai Profund 9, una estació espacial situada prop d'un forat de cuc estable entre els Quadrants Alfa i Gamma de la Via Làctia, prop del planeta Bajor, mentre els bajorans es recuperen d'una brutal ocupació de dècades pels imperialistes cardassians. El Quadrant Gamma acull un imperi hostil conegut com el Domini, governat pels Fundadors que canvien de forma. El final de la cinquena temporada, "Call to Arms", va veure esclatar la guerra entre la Federació Unida de Planetes i el Domini, que pren el control d’Espai Profund 9, que és recuperat en episodis anteriors. En aquest episodi el Dr. Julian Bashir, modificat genèticament, treballa amb un grup de savants modificats genèticament i socialment inadaptats per intentar ajudar-los a convertir-se en membres productius de la societat. Mentrestant, Espai Profund 9 acull negociacions de pau amb el Domini.

## Actors convidats
- Jeffrey Combs - Weyoun
- Tim Ransom - Jack
- Jeannetta Arnette - Dra. Loews
- Hilary Shepard - Lauren
- Michael Keenan - Patrick
- Casey Biggs - Damar
- Faith Salie - Sarina Douglas

## Antecedents
A l'univers de ciència-ficció de Star Trek, després que els "superhomes" modificats genèticament intentessin conquerir la Terra, continua sent il·legal que els pares modifiquin genèticament els seus fills. L'episodi "Doctor Bashir, I Presume?" de la cinquena temporada de "Deep Space Nine" va revelar que els pares del Dr. Bashir, director mèdic d'Espai Profund 9, el van fer redissenyar genèticament il·legalment quan era petit per millorar les seves habilitats mentals i físiques. Quan es va descobrir el secret de Bashir, els seus pares van fer un tracte perquè pogués conservar el seu càrrec de metge i treballar a la Flota Estel·lar, dues carreres professionals en què normalment es prohibeix l'accés a individus millorats genèticament.

## Argument
El Dr. Bashir s'ha ofert voluntari per ajudar a tractar quatre individus augmentats genèticament que, a causa d'efectes secundaris neurològics no desitjats del seu augment, no poden funcionar en societat: l'hiperactiu i paranoic Jack; l'hipersexual Lauren; l'infantil Patrick; i la silenciosa Sarina. Bashir s'adona que el seu principal problema és l'avorriment: com assenyala Jack, tenen prohibit exercir qualsevol professió on poguessin posar a treballar la seva capacitat cerebral millorada.
Mentrestant, Damar, el nou líder de Cardàssia, proposa converses de pau amb la Federació. En veure el seu discurs, els augmentats fan diverses conjectures precises sobre Damar i com va arribar al poder. Bashir convenç el capità Sisko perquè permeti als augmentats revisar les negociacions de pau per veure si poden determinar l'agenda del Domini.
Basant-se en pistes subtils en la parla i el comportament de Damar i Weyoun, els augmentats dedueixen que el Domini vol traçar la frontera per assegurar un planeta que té les matèries primeres necessàries per fabricar ketracel blanc, la droga utilitzada per controlar els soldats Jem'Hadar del Domini. Saber això dóna als negociadors de la Federació un gran avantatge en les converses.
La Flota Estel·lar proporciona als augmentats més informació per tal de desenvolupar un model estadístic per predir el futur. Els augmentats aviat arriben a la conclusió que la Federació està condemnada a perdre la guerra i patir centenars de milers de milions de baixes. Com a resultat, recomanen la rendició, cosa que salvarà aquestes vides i encara deixarà la Federació en una posició per aixecar-se contra el Domini en el futur. Bashir està convençut que els augmentats tenen raó i argumenta el cas davant de Sisko. Tanmateix, Sisko i la Flota Estel·lar rebutgen el suggeriment de seguida.
Els augments decideixen filtrar els plans estratègics de la Flota Estel·lar al Domini, amb l'esperança d'escurçar la guerra i minimitzar les baixes. Quan Bashir s'oposa a aquest pla de traïció, Jack, Lauren i Patrick el dominen. Lligat de mans i peus, i deixat sol amb Sarina, Bashir la convenç que les accions dels seus companys augments resultaran en el seu empresonament i separació. Sarina allibera Bashir just a temps, i Bashir intercepta els augments de camí a la reunió amb els negociadors del Domini.
Bashir s'adona que els augmentats creien que no podien estar equivocats a causa del seu intel·lecte superior; però malgrat la presumpta infal·libilitat del seu model estadístic, les accions d'una persona (Sarina) van alterar completament la història. Els augments tornen a la seva institució, prometent continuar treballant en un pla per derrotar el Domini.

## Producció
L'escriptor Bradley Thompson va explicar que la idea de predir el futur mitjançant models estadístics avançats es basava en un concepte conegut com a "psicohistòria" de les novel·les de la Saga de La Fundació d'Isaac Asimov.
L'episodi va ser dirigit per Anson Williams, més conegut pel seu paper com a Potsie del sitcom Happy Days. Anteriorment va dirigir l'episodi de Star Trek: Voyager "Vida real".
Sarina, interpretada per Faith Salie, no té cap línia parlada en aquest episodi; algunes línies havien estat escrites per a ella, però es van tallar de l'episodi per motius de temps. Ella i els altres actors que interpretaven els quatre augmentats continuarien representant els seus personatges en l'episodi posterior "Chrysalis", però Salie hauria de tornar a fer una audició per al paper.
Hilary Shepard Turner va aparèixer anteriorment com a benzita a l'episodi de la cinquena temporada "The Ship".

## Recepció
Keith DeCandido de Tor.com va qualificar l'episodi amb set sobre deu..
El 2011, aquest episodi va ser destacat per Forbes com un dels deu millors episodis de la franquícia que explora les implicacions de la tecnologia avançada, en el cas de la manipulació genètica. Van elogiar l'episodi per explorar les tràgiques implicacions de la millora tecnològica que van anar malament. Forbes també va suggerir l'episodi "La societat perfecta" per la seva exploració d'una societat genèticament modificada que troba l' Enterprise-D. L'article assenyala que una de les raons per les quals la Federació va prohibir l'augment genètic va ser a causa de les Guerres Eugenètiques, a la línia de temps de Star Trek. Van vincular l'exploració del personatge de Bashir, la història de Star Trek i els altres personatges augmentats sota un concepte que, malgrat les promeses del benefici d'una tecnologia, les coses poden sortir malament.